# Кубок Словаччини з футболу 2018—2019
Кубок Словаччини з футболу 2018–2019 — 26-й розіграш кубкового футбольного турніру в Словаччині. Титул вдруге здобув Спартак (Трнава).

## Календар
| Раунд           | Дата                          | Матчі | Клуби     |
| --------------- | ----------------------------- | ----- | --------- |
| Перший раунд    | 15-22 липня 2018              | 7     | 217 → 210 |
| Другий раунд    | 18 липня - 1 серпня 2018      | 99    | 210 → 111 |
| Третій раунд    | 7-15 серпня 2018              | 50    | 111 → 61  |
| Червертий раунд | 29 серпня - 26 вересня 2018   | 29    | 61 → 32   |
| 1/16 фіналу     | 2-23 жовтня 2018              | 16    | 32 → 16   |
| 1/8 фіналу      | 23 жовтня - 16 листопада 2018 | 8     | 16 → 8    |
| 1/4 фіналу      | 12-13 березня 2019            | 4     | 8 → 4     |
| 1/2 фіналу      | 2-3/16-17 квітня 2019         | 4     | 4 → 2     |
| Фінал           | 1 травня 2019                 | 1     | 2 → 1     |

## 1/16 фіналу
| Команда 1               | Рахунок | Команда 2                        |
| ----------------------- | ------- | -------------------------------- |
| 2 жовтня 2018           |         |                                  |
| Вранов-над-Топльоу (3)  | 2:5     | ДАК 1904 (Дунайська Стреда)      |
| 9 жовтня 2018           |         |                                  |
| Кошиці (3)              | 1:0     | Дубниця (2)                      |
| 10 жовтня 2018          |         |                                  |
| Локомотива (Кошице) (2) | 1:5     | Тренчин                          |
| Малженіце (3)           | 1:2     | Подбрезова                       |
| Локомотива (Зволен) (3) | 1:2     | ВіОн (Злате Моравце)             |
| Младост (Калша) (4)     | 1:3     | Попрад (2)                       |
| Філяково (3)            | 2:4     | Татран (Ліптовський Мікулаш) (2) |
| Бачух (4)               | 1:3     | Липани (2)                       |
| Поважська Бистриця (3)  | 0:1     | Шаморин (2)                      |
| Видрани (4)             | 0:3     | Нітра                            |
| МФК Скалиця (2)         | 4:1     | Ружомберок                       |
| Слован (Шимоновани) (4) | 0:4     | Земплін (Михайлівці)             |
| Горне Орешани (4)       | 0:11    | Сениця                           |
| 11 жовтня 2018          |         |                                  |
| Партизан (Бардіїв) (2)  | 0:5     | Спартак (Трнава)                 |
| 16 жовтня 2018          |         |                                  |
| Погроньє (2)            | 2:3     | Середь                           |
| 23 жовтня 2018          |         |                                  |
| Татран (Пряшів) (2)     | 1:2     | Жиліна                           |

## 1/8 фіналу
| Команда 1            | Рахунок      | Команда 2                        |
| -------------------- | ------------ | -------------------------------- |
| 23 жовтня 2018       |              |                                  |
| Шаморин (2)          | 1:1 пен. 7:8 | Попрад (2)                       |
| Нітра                | 2:2 пен. 3:1 | Татран (Ліптовський Мікулаш) (2) |
| Земплін (Михайлівці) | 4:2          | Липани (2)                       |
| Сениця               | 5:1          | ДАК 1904 (Дунайська Стреда)      |
| 24 жовтня 2018       |              |                                  |
| Кошиці (3)           | 3:1          | ВіОн (Злате Моравце)             |
| МФК Скалиця (2)      | 2:1          | Тренчин                          |
| 6 листопада 2018     |              |                                  |
| Жиліна               | 3:1          | Середь                           |
| 16 листопада 2018    |              |                                  |
| Подбрезова           | 0:2          | Спартак (Трнава)                 |

## 1/4 фіналу
| Команда 1            | Рахунок      | Команда 2        |
| -------------------- | ------------ | ---------------- |
| 12 березня 2019      |              |                  |
| Сениця               | 5:1          | Нітра            |
| Жиліна               | 4:1          | МФК Скалиця (2)  |
| 13 березня 2019      |              |                  |
| Кошиці (3)           | 0:0 пен. 3:4 | Спартак (Трнава) |
| Земплін (Михайлівці) | 2:1          | Попрад (2)       |

## 1/2 фіналу
| Команда 1        | Заг. | Команда 2            | 1-й матч | 2-й матч |
| ---------------- | ---- | -------------------- | -------- | -------- |
| 2/17 квітня 2019 |      |                      |          |          |
| Жиліна           | 3:1  | Земплін (Михайлівці) | 1:1      | 2:0      |
| 3/16 квітня 2019 |      |                      |          |          |
| Спартак (Трнава) | 1:0  | Сениця               | 1:0      | 0:0      |

## Фінал
| 1 травня 2019 18:00 (EEST) |

| Спартак (Трнава)                    | 3:3 дч   | Жиліна                     |
| ----------------------------------- | -------- | -------------------------- |
| Мізенбек 20' Марковський 45+3', 48' | Протокол | Балай 50', 71' Боженик 68' |

| Штадіон под Зобором, Нітра Глядачів: 6 053 Арбітр: Йозеф Павлик |

|                                  |     | Пенальті                  |  |
| Кошут · Депетріс · Ловат · Абена | 4:1 | Голубек · Качер · Боженик |  |